# 重庆市工商业联合会
重庆市工商业联合会，简称重庆市工商联，同时称重庆市总商会，是中国共产党领导的、重庆市工商界组成的统战性、经济性、民间性的人民团体和商会组织。